# Serge Price
 Serge Price, né le 6 juillet 1991 à Amsterdam, est un acteur néerlandais.

## Filmographie
- 2001 : Eerste kind op de maan : Gary
- 2002 : Peter Bell de Maria Peters : Kees[2]
- 2003 : Peter Bell II: The Hunt for the Czar Crown de Maria Peters[3]
- 2005 : Gruesome School Trip de Pieter Kuijpers[4]
- 2009 : The Storm de Ben Sombogaart : Felix[5]
- 2010-2011 : Tunnelvision de Stefano Odoardi[6]
- 2012 : My Life on Planet B d'Iván López Núñez[7]
- 2012 : Mijn leven op Planeet B : Neky
- 2014 : Flikken Maastricht : Dik Lohuis